# Edward Bramwell Clarke
Edward Bramwell Clarke, né le 31 janvier 1874 à Yokohama et décédé le 28 avril 1934 d'une hémorragie cérébrale à Kobe, est un enseignant britannique ayant passé toute sa vie au Japon, pays où il fut notamment conseiller étranger. Il est considéré comme étant celui qui a introduit la pratique du rugby à XV au Japon.

## Biographie
Fils d'un boulanger, Clarke naît à Yokohama en 1874. Il est diplômé en droit et en littérature au Corpus Christi College de l'université de Cambridge en 1899. De retour au Japon la même année en tant que conseiller étranger, il devient professeur d'anglais et de littérature anglaise à l'université Keiō à Tokyo. Clarke veut donner à ses étudiants quelque chose de constructif à faire et il décide de leur apprendre le rugby à XV qu'il a pratiqué pendant ses années d'études en Angleterre. Avec un autre étudiant de Cambridge, Tanaka Ginnosuke, il fonde une association sportive de rugby à Keiō en 1899 et devient l'entraîneur de l'équipe. Le 7 décembre 1901, les membres du club de rugby, sélectionnés par Tanaka et Clarke participent au premier match avec des étrangers à Yokohama. Clarke et Tanaka disputent le match respectivement au poste d'arrière et de demi d'ouverture. Clarke continue à entraîner jusqu'en 1907, après une blessure à sa jambe droite qui se complique et mène à l'amputation.
En 1916, Clarke accepte un poste de professeur de littérature à l'université impériale de Kyoto. Clarke est un important contributeur de l'Encyclopædia Britannica, sous les initiales EB, et est en correspondance avec Lafcadio Hearn. Il continue à travailler à l'université de Kyoto jusqu'à sa mort en 1934 d'une hémorragie intra-cérébrale. Sa tombe se trouve à Kōbe.

## Travaux
- 1914 -- Representative Tales of Japan: Little Masterpieces from Present Day Japanese Writers avec Asatarō Miyamori. Tokyo: Sanseidō. OCLC 8049337